# 牛島満
牛島 満（うしじま みつる、旧字体：牛島 滿、1887年（明治20年）7月31日 - 1945年（昭和20年）6月23日）は、日本の陸軍軍人。陸士20期恩賜・陸大28期。最終階級は陸軍大将（自決直前の6月20日付で中将から昇進）。
日本陸軍の大将に昇進した最後の軍人。温厚な性格で知られ教育畑を歴任し、指揮官としても沖縄戦以前に歩兵第36旅団長として漢口及び南京攻略戦に参加。沖縄戦においては第32軍を指揮し、最期は自決した。これをもって日本軍の組織的戦闘が終結した6月23日は、沖縄県の慰霊の日に制定されている。

## 生涯

### 生い立ち
牛島満は1887年7月31日、薩摩藩士出身の陸軍中尉の父牛島実満と、同じく薩摩藩の武家の出である母牛島竹子との間に四男として生まれた。兄に茨城県知事を務めた牛島省三がいる。牛島家は他の薩摩藩士の多くと同様に、明治維新による秩禄処分で家禄を失ったため上京し軍職に就いた。満が生まれてすぐ父が急逝したため、母は子ども達を連れて郷里である鹿児島に帰郷。牛島家は薩摩藩では中流階級の士族で、鹿児島に広大な土地、屋敷などの資産があったことや、母の竹子は薩摩藩士である松元家の次女で、松元家の庇護も受けていたため、牛島家は生活に困ることはなく子供達は十分な教育を受けることができたという。
牛島兄弟は皆優秀であったが、なかでも満は1894年に山下尋常小学校に入学すると、翌年には3年生に特進し10歳で卒業、1898年に他の生徒より1年早く鹿児島市尋常高等小学校に入学した。そして1900年に鹿児島県内の秀才が集まる第一鹿児島中学校を受験し、最年少でありながら10倍の競争倍率の難関を突破し入学した。
その後は亡き父の後を継ぐために軍人への道を志し、1901年に熊本陸軍地方幼年学校（熊幼）に入校した。熊幼入校時に年齢13歳だった牛島の愛読書は、尊敬する鹿児島の偉人西郷隆盛の愛読書言志四録であったが、牛島は後年、同じ薩摩藩の西郷によく例えられている。幼年学校は全寮制で上下関係が厳しく、下級生は上級生を恐れていたが、当時の牛島は物静かな優等生であり、後輩であった神田正種は「牛島先輩はいつもニコニコして、親しみやすい先輩だった」と述べている。
1904年に熊幼を卒業して東京の陸軍中央幼年学校に進み、1906年に陸軍士官学校に進んだ。士官学校でも勉強熱心さは変わらず、特に指揮刀をたずさえての部隊の指揮や号令のかけ方などに秀でており、戦術学と教練の成績は常にトップであった。また身体を使うことに優れ、器械体操は最優秀、剣道も幼いころから郷里鹿児島で叩き込まれた示現流を駆使し、その激しい掛声もあって目立っていた。食欲も旺盛で、士官学校時代のあだ名は『牛』であったという。1908年に士官学校を第20期生として卒業したが、牛島と下村定と吉本貞一は成績優秀で20期の三羽烏と呼ばれた。歩兵科の卒業席次2位、恩賜の銀時計を拝受。ちなみに全兵科中では１位は草場辰巳（歩兵科）、２位は橋本群（砲兵科）、３位は牛島満（歩兵科）の順であった。
同年12月歩兵少尉に進級し、近衛歩兵第4連隊附となった。大柄で容姿端麗だった牛島は連隊旗手に抜擢された。
1911年12月、歩兵中尉に進級。1912年に陸軍大学校に入校し、1916年に卒業（28期、56名）。陸大28期の同期には山下奉文、田中静壱らがいる。牛島の卒業席次は51位であった。
1918年8月、シベリア出兵が始まり、シベリア派遣軍野戦交通部参謀としてウラジオストクに赴任した。牛島の仕事は広大なシベリアに部隊の配置を手配することであったが、目配り気配りの牛島にはうってつけの仕事で、緻密な輸送計画で円滑に部隊の配置や物資の支給を行った。同年12月歩兵大尉に進級し、シベリアからの帰国後は功績から功五級金鵄勲章を授与された。
1919年4月、原隊である近衛歩兵第4連隊の中隊長を務めた後、1920年8月から陸軍歩兵学校教官となったが、同年に同郷の君子と結婚している。1924年、歩兵少佐に進級すると歩兵第43連隊大隊長を拝命し、1925年4月には、歩兵第45連隊附の配属将校として、母校である第一鹿児島中学校に配属された。配属将校とは加藤高明内閣の宇垣一成陸軍大臣が実施したもので、全国の大学、中学校、師範学校などで、生徒を相手に学校教練や部隊教練や軍事講話などの軍事的な教育を行うため、それまでの予備役将校に変えて牛島らのような若手の現役将校を配属する制度であった。中学校に配属された将校の中で陸大卒は牛島だけで、また母校への凱旋ということもあり、大変な歓迎を受けている。
当時の第一鹿児島中学校の石田校長は教育界で著名な人物でもあり、牛島は石田から教育者として影響を受けている。牛島はエリート軍人ながら気取ることなく生徒と接し、体操や剣道といった体育の授業では、自ら得意の鉄棒で大車輪や逆車輪を生徒の目の前でやってみせて模範を示したり、相撲のときは軍服を脱ぎ捨て、裸となって生徒と相撲をとった。また座学においても、難解な軍隊符号を解りやすく丁寧に生徒に教えている。
授業が終わると生徒と一緒に甲突川に繰り出して、得意の魚釣りをして川遊びを楽しんだ。生徒らも最初は教練中の軍服姿のいかつい姿を思い出し打ち解けるまでに時間がかかったが、日がたつにつれてすっかりと馴染んでしまった。牛島は3年間母校に勤務したが、このときの教育者としての経験が、後の牛島の軍歴に役立つこととなった。当時、学校教練査察官をしていた永田鉄山大佐が一中を視察に来た際に、生徒を教育する牛島の姿を見て「学校教練の先駆けであるのみならず、将来の日本陸軍の柱石になるに違いない」と称賛している。

### 日中戦争に従軍
1928年3月、歩兵第23連隊附となり、同年8月歩兵中佐に進級。1930年には下関要塞参謀、1932年には陸軍戸山学校教育部長となり、歩兵大佐に進級する。陸軍戸山学校でも第一鹿児島中学校勤務時と同様に、学生と一緒になって剣術や体育で汗を流した。45歳を過ぎていた牛島であったが、鉄棒や走り幅跳びで牛島に敵う生徒はおらず、腕相撲も学校で一番強かった。当時は北一輝の『日本改造法案大綱』に影響された若手将校が政治を語ることが多くなっていたが、牛島は、教官生徒らに軍務に集中するよう強く指導し、北らの政治主張には絶対反対の立場をとった。
1933年、牛島が幼年学校に在学中、区隊長を務めていた山岡重厚陸軍省軍務局長の推薦により、牛島は陸軍省高級副官に就任。荒木貞夫、林銑十郎、川島義之と三代の陸軍大臣に仕えた。牛島が陸軍大臣に仕えていた時は、陸軍内での派閥争いがもっとも激烈な時期であったが、牛島が仕えた3陸相はいずれもその派閥の頂点に立つ人ばかりで、武人を絵に描いたような牛島だからこそ、この時期の陸軍大臣副官を務めあげることができたとも言われた。荒木によれば「大きくことを処理し、いわゆる小役人的な事務をとらないが、諸事に細心の注意がゆきとどいている」仕事ぶりで、荒木が在任中に病臥した際も、牛島が荒木の病中病後の処理をしっかりと取り仕切ったので安心して静養できたと回想している。また歴代の高級副官の中でもっとも靖国神社の祭典に力を入れていたとの神社側の証言もあり、幕末動乱期から第一次上海事変まで靖国神社に合祀されている戦没者の一覧表『靖国神社忠魂史』を編纂できたのは牛島の力に寄るところが大きかった。
1936年2月26日に起こった二・二六事件の際には、牛島は中国大陸に出張中だったため事件には遭遇しなかったが、反乱は間もなく鎮圧され、翌3月、牛島は事件の首謀者の一人、栗原安秀歩兵中尉らの所属部隊であった歩兵第1連隊長に任ぜられた。すっかり混乱した部隊をまとめられるのは牛島が適任と見なされての抜擢であった。5月8日からは歩兵第1連隊は二・二六事件前から内定していた北部満州に派遣され、治安維持任務に就くこととなった。

軍の関係者や兵士らは、牛島の前任の小藤恵連隊長が引責で更迭されており、懲罰の派遣と考えていたが、牛島は荒んだ兵士らの激励と慰問を兼ねて8か所の分屯地を大隊長らとトラックで巡回し、兵士らに「手足を見せてみろ、不潔にしていると凍傷になるぞ」と声をかけて回り、顔色が悪い兵士を見かけると「風邪をひいているのではないか？無理をするな」と軍医に診せるなど兵士にきめ細かい心遣いを見せている。兵士らは懲罰と思い込んでいたのと、匪賊との戦闘で死傷者が出たこともあり意気消沈していたが、牛島連隊長の心配りに絆されて兵士の士気は上がり、牛島に対する景仰と信頼も高まった。その後、新兵多数も配属されたが、牛島に影響を受けていた古参兵らは、新兵に心配りをするようになり、小銃の手入れを手伝い、文盲の新兵の代わりに家族に手紙を書いてやり、官給品のランプを破損した新兵には古参兵が破損したことにして新品を支給している。このように牛島の連隊の運営方針が末端の兵士まで行き届いており、連隊の雰囲気は改善されていった。これは、同じく反乱部隊の中枢となった歩兵第3連隊が、新連隊長の方針で「二・二六事件の汚名をそそげ」と反乱に参加した古参兵中心に徹底的にしごかれたのとは対照的であった。

### チェスト部隊

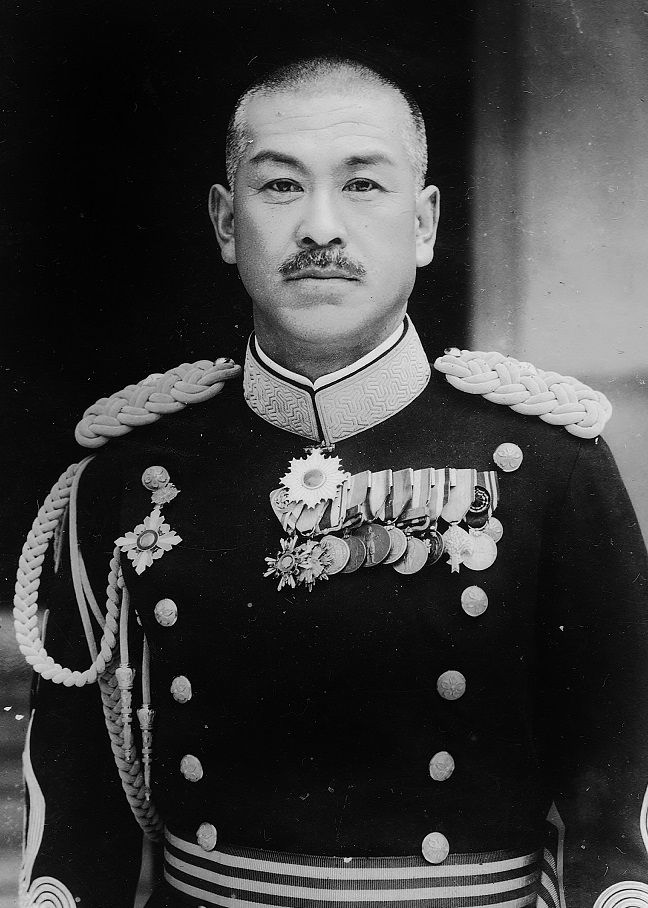
陸軍少将時代の牛島満

1937年3月、少将に進級し、第6師団歩兵第36旅団長に任ぜられる。第36旅団は都城の歩兵第23連隊と鹿児島の歩兵第45連隊で編成されており、牛島が郷土部隊の指揮官となったというニュースは地元を賑わせた。まもなく日中戦争が勃発し、牛島率いる歩兵第36旅団も出陣することとなった。歩兵第36旅団は8月初旬に鹿児島を出立し、海路朝鮮半島に渡ると、後は鉄道で華北にある山海関に到着した。既に戦況は激しく動いており、北平近郊に展開する蔣介石精鋭の中国国民党軍第14軍の3個師団約12,000名が、八達嶺方面を進撃していた第5師団の側面を脅かすこととなっていたため、第6師団長谷寿夫中将は牛島に第36旅団の2個連隊で、中国軍の3個師団を撃破することを命じた。歩兵第23連隊と45連隊は、兵力では遥かに勝る中国軍が固く陣地化していた下馬嶺と千軍台の攻略をしなくてはならなかったが、8月30日に、下馬嶺を守る中国軍を偵察したところ、中独合作で中国を支援していたドイツ軍の軍事顧問団の姿も確認できた。9月5日に牛島は陸軍飛行戦隊に航空支援を要請し、中国軍の陣地を九三式重爆撃機と九三式双発軽爆撃機が爆撃した後、2個連隊は激しく攻撃した。兵力に勝り火砲も充実していた中国軍の反撃は激しく死傷者が続出したが、着実に中国軍の陣地を攻略していき。9月8日には反撃してきた3,000人の中国兵を壊滅させると、9月13日には標高1,100ｍの最重要拠点千軍台を攻略し中国軍の敗残部隊は退却した。牛島は緒戦を華々しい勝利で飾ったが部隊の損害も大きく、歩兵第36旅団だけで将校7名、准士官以下170名が戦死し、将校13名、准士官以下358名が負傷している。
その後、牛島率いる歩兵第36旅団は、9月中旬に保定、10月8日に正定、10月14日には石家荘南郊の内邸まで進撃し、牛島旅団の凄まじい突進ぶりに敵味方も舌を巻いて驚き、敵の中国軍からは「鬼将軍」とあだ名され恐れられた。旅団司令部は前線から遥か後方にあったが、牛島は幕僚を連れてよく最前線に出ていた。敵弾がとんでくるところで旅団長自ら偵察を行うこともあり、副官が危険だと告げると「おいばっかりに、弾丸めがけてきやせんぞ」と全く意に介さなかった。前線の兵士らと食事を共にすることもあり、兵士らと弁当のおかずの交換するなど気さくに接していた。
11月には、膠着状態にある上海方面の戦勢を打開するため、第6師団が同方面に投入された。歩兵第36旅団は上海上陸後、崑山から蘇州の線に沿って進撃し、12月11日に始まった南京攻略戦に参加した。牛島旅団は南京城から退却する中国軍の退路を絶ち、20,000名もの大量の捕虜と膨大な武器弾薬を捕獲し、ここでも勇名を轟かせている。南京戦後は、南京郊外の蕪湖地区に駐屯し、1938年7月に始まった武漢作戦にも、中核部隊として参加し、8月に要衝の黄梅を攻略した。中国軍は牛島らの急進撃に対抗するため、揚子江の堤防を決壊させて洪水作戦を行ない足止めしようとしたが、牛島旅団は洪水をものともせずに突進し、9月には難攻不落といわれていた広済要塞を攻略した。その勢いのまま10月に漢口市内に進撃すると、その勢いに押された中国軍は武漢三鎮を放棄し退却した。同年12月には第11軍司令官岡村寧次から牛島に感状が授与されている。牛島の歩兵第36旅団は、牛島が、関ヶ原の戦いのとき、島津義弘率いる島津軍が西軍敗戦後に敵中突破をしたときのかけ言葉と言われている「チェスト！行け！」(それ行けという意味)で将兵を激励することから『チェスト部隊』と呼ばれ、将兵らも誇りに思っていた。
南京攻略直前の11日の朝、突如一頭の鹿が迷い込み右往左往するのを見て牛島は傍らの旅団副官の江口中佐に命じ、この鹿を一発で仕留めさせた。その後、10分間黙考に至った牛島は旅団に攻撃命令を下達した

### 教育者として
1939年3月、牛島は歩兵第36旅団長を転出し、陸軍予科士官学校校長兼陸軍戸山学校校長に就任。同年8月には中将に進級した。同年12月第11師団長に親補されて満洲国とソビエト連邦国境の町、虎林に赴任し、対ソ防衛の任にあたる。翌1941年10月には陸軍公主嶺学校校長となる。この年の12月8日、真珠湾攻撃によって太平洋戦争が開戦するが、牛島は日米開戦の報告を聞くと驚愕し落胆している。牛島は日中戦争の長期化に矛盾を感じており、戦争を早く終結させ、日本陸軍創設以来の仮想敵国であるソ連に対し万全の備えを講ずるべきという持論を持ち、太平洋で米英相手に戦うのは無謀だと考えていた。陸軍中央部も、部下の信任が厚く影響力が大きい牛島が、陸軍の方針と反対の意見を持っていることがわかっていたため、第一線から遠ざけて陸軍公主嶺学校の校長にしたともいわれている。
1942年4月、牛島は陸軍士官学校校長に就任する。これは軍事参議官の土肥原賢二、教育総監の山田乙三が強く牛島を推薦したからだと言われている。当時の世相はシンガポールが陥落し、国内が軍民共に戦勝気分に酔っていた時期であるが、牛島は、士官候補生や教官の間にも驕りや楽観的空気が蔓延していると感じ、陸士の全教官を召集し「戦局全般を冷静に判断したが、前途は極めて厳しい。特に米軍を中心とする連合国の豊富な物資と強大な兵力は、警戒を要するところである。日本軍の先制攻撃による戦果を過大に評価してはならん」と訓示している。この牛島の正確な情勢分析による予想は後に的中することとなった。
また牛島は、陸士の教授部戦術課長をしていた加藤道雄大佐に対し、従来のマンネリ的な戦術教育を改めて、圧倒的物量を誇るアメリカ合衆国を想定した実戦既応の教育方針を打ち出すよう指示しており、加藤は牛島の方針を厳守し、マンネリ感やぬるま湯的な体質は改められ、実戦的な戦術教育に一変された。後に加藤が第8方面軍の参謀長として、最前線のラバウルに赴任することとなった際には、牛島は予想通りに連合軍の物量に押され苦戦を続けている現状を嘆きながらも、加藤に見聞した米軍の戦法を具体的に知らせるよう頼んでいる。加藤は参謀長としての軍務の合間を見て牛島に米軍の情報を知らせ続けたが、牛島は情報を受け取る都度に、丁寧なお礼の言葉と追加の質問事項を送っている。

### 沖縄の戦い

#### 住民の疎開
戦況が日々悪化する中、牛島は妻女に「私だけがのうのうと教壇に立っていては相すまぬ。戦死覚悟で御奉公したい」ともらしていたが、1944年8月、第32軍司令官に親補され、沖縄に赴任することとなった。羽田空港から東京を出発する際には、すでに死を覚悟していたが、妻女に「きみがいるから、子供のことも家のことも心配ない、じゃあ行ってくる」とだけ言って飛行機に乗り込んでいる。
前任の渡辺正夫 中将がやや神経質な性格で、沖縄県民への講演会などで危機感を煽りすぎて、かえって恐怖心を起こさせたのに対し、第32軍航空担当参謀の神直道少佐によれば後任の牛島は、「常に悠々として迫らず、几帳面、面上微笑の絶えたことなし」といった風格を備えており、沖縄県民に安心感と軍に対する信頼感を大いに増大させている。
沖縄県民を島外に疎開させようという計画は渡辺が軍司令官の時から進められ、沖縄に兵士や軍需物資を輸送してきた軍用輸送船の帰路に、老人、学童、幼児、婦女子などを乗せて日本本土や台湾に疎開させようとしていたが、沖縄県民が続々と到着する増援を見て恐怖感が薄れたこともあり、軍や沖縄県の説得にもかかわらず、なかなか疎開が進まなかった。そのため、住民疎開を主導していた荒井退造・沖縄県警察部長が第32軍に「軍隊が戦いに勝つ勝つと宣伝するので、住民が動かないので困る。なにとぞ駐屯の将兵は、景気のいい言葉を慎み、疎開に協力してもらいたい」と陳情している。その後、軍と沖縄県の尽力もあって、牛島が着任した8月には一旦疎開は軌道に乗ったかに見えたが、8月22日に疎開学童を乗せた「対馬丸」が撃沈され、学童多数を含む約1,400名が海没した。牛島は対馬丸撃沈の報を聞くと瞑目、合掌したが、手が震えていたという。それでも、連合軍上陸直前の1945年3月までに、沖縄本島より延べ187隻で約80,000名、八重山列島より約30,000名の住民を疎開させている。特に大東諸島は殆ど全島民を疎開させている。
12月になって軍中央より『皇土警備要領』が示達された。これは台湾と南西諸島を最前線と位置付けて、戦地となる地域の住民を戦力化し、食糧を1年間分確保の上で、戦力化できない老若婦女子をあらかじめ退避させるというものであったが、第32軍の高級参謀八原博通大佐はより具体化した「南西諸島警備要領」を作成し、牛島はこれを裁可した。
1. およそ戦闘能力、もしくは作業力のある者はあげて戦闘準備及び戦闘に参加する。
2. 60歳以上の老人、国民学校以下の児童、ならびにこれを世話するに必要な女子は、昭和20年3月までに、戦闘の予期せざる島の北半部に疎開させる。
3. 各部隊は所属自動車、その他の車輌、並びに所属舟艇を以て極力右疎開を援助する。
4. 爾余の住民中、直接戦闘に参加せざる者は、依然戦闘準備作業、農耕その他生業に従事し、戦闘開始直前急速に島の北半部に疎開させる。
5. 県知事は島の北半部に、疎開民のための食糧や居住施設を準備する。

八原はこの要領を作成するにあたって「サイパンの二の舞は厳に慎むべき、アメリカは文明国でよもや非戦闘民を虐殺することはないはず。主戦場となる島の南部に非戦闘民をとどめておけば、剣電弾雨のなかを彷徨する惨状になる」と牛島に進言したが、牛島も『一億総玉砕』が呼号されている時勢であったのにもかかわらず、八原の意見に大いに賛同している。
しかし、この結果、17歳～45歳までの青壮男子が根こそぎ防衛召集され戦力化されるとともに、およそ戦闘能力、もしくは作業力のある者として中学生や沖縄師範学校の生徒、高等女学校生徒らも通信兵や看護婦として軍に徴集されたが、これが後の『鉄血勤皇隊』や『ひめゆり学徒隊』の悲劇を生むことになってしまった。
第32軍参謀長の長勇少将は1945年1月31日に着任した島田叡新沖縄県知事に、「南西諸島警備要領」に沿って、半年分の沖縄県民の食糧を確保するよう指示した。着任早々にもかかわらず島田は非常な熱意で食糧確保に奔走し、2月には危険を冒して台湾に飛んで、台湾米を10万袋確保することに成功した。しかし、その後台湾と沖縄間の海上輸送がアメリカ軍潜水艦により断絶し、せっかく確保した台湾米も一部しか沖縄に届かなかった。
食糧の備蓄も少なく、また「やんばる」と呼ばれるマラリア発症地の沖縄北部山岳地帯にすすんで避難しようという住民は少なく、沖縄県の必死の呼びかけや、軍用車両を提供するなどの軍の努力にもかかわらず、疎開は遅々として進まなかった。沖縄県は家畜の餌として豊富にあった甘藷を人用の食糧として転用するなどの策を講じ、戦闘開始前までに85,000名を沖縄北部に疎開させたが、これは予定の1/3に過ぎなかった。
老若婦女子以外の県民は、陣地構築などの軍の作業に従事したが、牛島自らも県民と共に、首里司令部洞窟壕作りを手伝った。牛島は暇があるたびに作業現場を視察し、中学生や住民にまじって壕掘りの手伝いをした。県民の献身に感動した牛島は軍経理部に出来うる限りの給与を与えるよう指示している。

#### 連合軍上陸

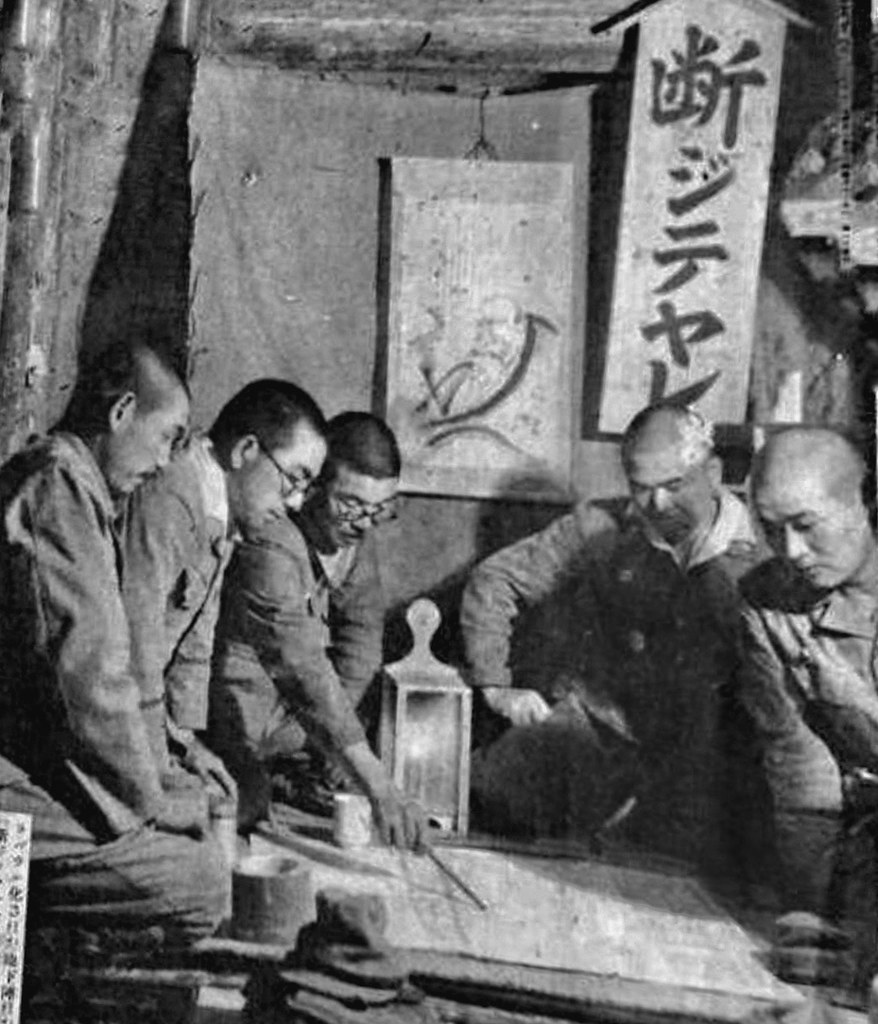
作戦会議を行う第32軍司令部、一番左が牛島

第32軍には、大本営の南西諸島重視の方針もあり、沖縄本島に精鋭第9師団を含む3個師団と1個旅団に多数の火砲、宮古島にも1個師団が配備され、戦力は充実していた。八原が中心となって考案した作戦計画は、連合軍の上陸が予想される複数の地域に各兵団を配置し、連合軍が上陸してきたら、上陸正面の兵団が構築した陣地で防戦し、連合軍を海岸線に釘付けとしている間に、他の地区に配置されている兵団が空襲を避け夜間に連合軍の上陸地点に集結し、充実している火砲で連合軍橋頭堡に激しい砲撃を加え大損害を与えた後に、第32軍が総力を挙げて上陸軍を攻撃し海に追い落とそうという作戦であった。そのため、参謀長の長を中心として地上戦重視のため、陣地構築に力を注いでいたが、大本営は捷号作戦による航空作戦準備（飛行場設営）優先を第32軍に度々要求してきており、第32軍に「航空作戦準備に協力しない場合増援した兵力を他に移さなければならない」や「中央の方針に従わないのなら第32軍参謀を更迭する」などの脅しをかけてくるほどであった。牛島はやむなく大本営の方針を受け入れ、まずは飛行場設営に注力するよう命令した。
1944年10月台湾沖航空戦により、アメリカ軍に大打撃を与えたと誤認していた大本営は、連合軍がフィリピンに侵攻してくるや、戦機到来と考えレイテ島の戦いを決戦にするため増援を送ることとした。台湾から3個師団がレイテに送られたが、大本営はその穴埋めとして1個師団を沖縄から抽出し台湾に送ることとし、その協議を台湾で行うと第32軍に通知してきた。牛島は八原に「軍から1兵団を抜くのであれば、沖縄本島か宮古島どちらかを放棄しなればならない。」「それでもフィリピンが決戦というのであれば、第32軍の主力全部をフィリピンに転用すべき。」などとする第32軍の意見書を持たせ、台湾で開催された会議で、大本営の服部卓四郎作戦課長を前に意見を述べさせたが、結局11月11日に大本営から精鋭一個師団を台湾に移駐するという命令が届いた。八原が反発したが牛島は命令を受け入れ、17日に第9師団を台湾に送ることと決した。
主力を失った第32軍は八原の「宜野湾東西の線以南の島尻郡に軍主力を配置し、北方・中頭部に上陸して南下する敵に対しては、首里北方陣地線に於いて持久し、敵に出血を強要する」という、従来の水際撃滅の決戦方針の作戦から戦略持久作戦への作戦修正案を採用することとした。牛島は八原の作戦修正案の説明を聞くと「第9師団は取り上げられてしまったが、今回の作戦計画は非常に手堅く、かえって今までより必勝の信念が強くなった。」と笑顔で言葉をかけた。
戦略持久作戦に軍の方針が決すると、第32軍の総力と沖縄県民の動員で沖縄の珊瑚礁の固い地盤を利用して多数の洞窟陣地を構築した。主陣地の第一線には、LVT対策として牛島の発案で高射砲が配置された。今までの戦訓を分析し、高射砲の水平射撃が敵戦車に効果が高いと判断したからであった。そして首里高地地下に構築された第32軍司令部も完成し、牛島らは1945年3月に同司令部に移った。同司令部は最深部35ｍ、総延長1㎞であり、1トン爆弾の直撃にも耐えられるような構造となっていた。牛島は地下陣地の電燈を見て「銀座の夜店を思い出す」と冗談を言い、幕僚らを和ませている。
1945年3月24日に連合軍の大型艦が姿を現し、艦載機による猛爆撃に加えて、艦砲射撃もおこなった。牛島は連合軍による沖縄への侵攻だと判断し、甲号戦備移行を命令した。多大な労力をかけて構築された沖縄本島の飛行場にはたった15機の作戦機しかなかったが、航空参謀の神は牛島に全機特別攻撃出撃の命令を願い、牛島は許可した。特攻機は中飛行場沖合の敵艦隊に突入した。1945年4月1日、連合軍が沖縄本島に上陸を開始すると、一部の進撃遅滞目的の部隊以外は、陣地に籠って一切反撃を行わず隠忍自重していたため、連合軍は殆ど抵抗を受けることなく、その日のうちに4個師団50,000名が沖縄本島に上陸し死傷者はわずか159名だった。これは牛島が裁可した既定方針通りであったが、敵が上陸したら敵に使用されないように飛行場を破壊するはずだった特設第一連隊が、上陸前の激しい艦砲射撃で消息不明となり、飛行場の破壊が不十分なままで連合軍に占領され、これが後に尾を引くこととなってしまった。

#### 総攻撃の失敗
順調に進撃していた連合軍は、作戦修正以降、第32軍が精魂込めて構築した堅陣からの激しい抵抗に突き当たると、殆ど進撃できずに多大な損害を被った。特に嘉数高地を巡る激戦では（嘉数の戦い）、巧妙に構築された日本軍の対戦車陣地に連合軍が1日で22輌の戦車を撃破されるなど、全力を挙げて攻撃してきた連合軍を何度も撃退している。ここまでは第32軍の作戦構想通りの展開となっていたが、航空作戦優先主義の大本営や32軍を管轄する第10方面軍や海軍から「消極的」であるとその作戦方針を批判され、飛行場を奪還の督促が何度もなされている。昭和天皇も戦局を上奏した梅津美治郎参謀総長に対し「沖縄作戦が不利に推移すれば今後の戦局は甚だ憂うべきものがあるばかりでなく、陸海軍に対する国民の信頼も消滅する。現地軍はなぜ攻勢に出ないのか、兵力が不足なのか、それなら増援部隊を逆上陸させてはどうか」と御下問している。特に海軍の連合艦隊は、アメリカ軍の機動部隊を撃退できると考えており、それまでには奪還してほしいと切実な要請をしてきている。その援護のために菊水作戦を発動し、大量の特攻機を出撃させると同時に、戦艦大和を主力とする第二艦隊を沖縄に海上特攻をさせると通知してきたため、牛島は中止してほしいと打電したが、決行されてアメリカ軍航空機の攻撃により大和は撃沈されてしまった。これらの攻勢督促は牛島ら第32軍に大きな圧力としてのしかかっていた。
4月29日、中央からの督促に一番心を動かされていた参謀長の長が参謀を召集すると、戦力がまだ十分に残っている今のうちに攻勢をかけ運命の打開をはかるべきと意見し、他の参謀の同意を求めた。参謀の中で八原だけが、劣勢な我が軍が攻勢に転じれば5倍以上の損害を受けて必ず失敗する。無謀な攻撃である。今まで通り戦略持久作戦を継続し、本土決戦までの時間を稼ぐべきと反対したが、他の参謀は長の意見に賛成したため、5月4日に第32軍の総力を挙げて総攻撃を行うことに決定した。八原は不承不承、総攻撃計画書を薬丸、長野両参謀と作成したが、長への抵抗の意味も込めて、本来は責任者の八原がやるべき牛島への作戦計画書の提出を長野に代理でさせている。普段は参謀らに口出しをしない牛島であったが、この時ばかりは八原を呼びつけると「貴官は攻勢の議論が出るたびに反対し、軍司令官が攻勢を決意してからでも、なんとも沈鬱な表情で、32軍司令部全体の空気を暗くしている。すでに32軍は、運命をかけて攻勢に決定したのである。かかる重大な時期に、高級参謀たる者が、その気勢をそぐようなことがあってはならない」と叱責している。
5月4日からの日本軍の総攻撃は八原の予想通り、アメリカ軍の圧倒的な火力の前に大失敗に終わり、温存していた第24師団主力が壊滅状態に陥るなど戦死者5,000名以上の大損害を被った。また軍砲兵も1/3まで戦力が激減し、今後の作戦計画を大きく狂わせた。連合軍の死傷者は、1,066名であり、損害の比率も八原の予想通りとなった。攻勢2日目の5月5日に牛島は八原を呼ぶと「八原大佐、貴官の予言通り、攻撃は失敗した。貴官の判断は正しい。」「濫りに玉砕することは予の本意ではない。予が命を受けて、東京を出発するに当り、陸軍大臣、参謀総長は軽々に玉砕してはならぬと申された」「今後は、一切貴官に任せる。予の方針に従い、思う存分自由にやってくれ」と今後は八原に作戦指揮を任せると伝えている。八原は今更何をという怒りの気持ちも湧きあがったが、牛島の素直な人格に打たれて、思いを新たにしている。

#### 南部撤退
その後、第32軍は八原の既定方針である戦略持久作戦を徹底し、首里防衛線でアメリカ軍に激しく抵抗しシュガーローフの戦いなどで連合軍に多大な損害を与えていた。しかし、総攻撃失敗の影響は大きく日本軍の防衛線もあちこちが破られていた。5月中旬には、沖縄戦当初より常に最前線で戦ってきた第62師団の第64旅団は、有川旅団長自ら白兵戦を戦うほど壊滅状態となりながらも、藤岡師団長の死守命令を忠実に守り、陣地内で玉砕する覚悟を決めていたが、陣地の死守は無益な殺生と感じた牛島は第64旅団に撤退命令を出し、第64旅団は全滅寸前で首里市内に撤退し、新たに布陣することができた。
5月21日に首里防衛線の要である運玉森(ウンタマムイ、義賊運玉義留の拠点とされている小山)がアメリカ軍の手に堕ちると、首里の複郭陣地に立て籠もっている第32軍全軍が包囲される危険性が高まった。第32軍は、このまま首里の複郭陣地に全軍立て籠もって最後の抵抗をするか、更に南部に撤退して知念半島か喜屋武に立て籠もって持久戦を続けるかの判断を迫られることとなった。第32軍参謀と、各部隊指揮官らが集まり軍の方針を決める会議が開かれ、第62師団の藤岡師団長らはこのまま首里での玉砕を主張したが、八原は、首里陣地内に未だ生存している50,000名の兵士がひしめくこととなれば、戦う前にアメリカ軍の砲爆撃の格好の目標となってしまうこと、日本軍の大きな戦力となっている重砲隊を配置する場所がないという分析から、第24師団が備蓄していた弾薬・物資が豊富で、多くの天然の洞窟があり持久戦を行うには一番条件がいい喜屋武の撤退を主張した。
会議は八原が主導し、喜屋武撤退案が会議の結論となった。八原は総攻撃失敗以降は八原の言いなりとなっていた参謀長の長の同意を得ると、そのまま牛島に直接撤退案を上申し決裁を受けた。牛島も一度八原に作戦を一任すると言った以上、その言葉を取り消すことはできなかった。5月27日に、第32軍司令部が置かれていた首里を放棄し、5月30日南部の摩文仁に司令部を移動したが、この際に沖縄県民も日本軍と共に南部に逃れ、多くが戦闘に巻き込まれて多大な犠牲者を生んだ。このことに関して、八原参謀の提案とはいえ、県民のことを深く考慮せずに司令部の南部撤退に踏み切った牛島の判断は誤っていたのではないかと批判もいまだに強い。第32軍は撤退決定後7日も経った5月29日になってようやく、第24師団と沖縄県の住民対策の会議の席で、県知事の島田に「戦場外になると思われる知念半島に、住民を避難させよ」と指示している。しかし、この頃には連合軍は第32軍の撤退を認識し、激しい追撃を開始しており、住民が知念に避難する道は閉ざされていた。少なくとも牛島が南部撤退決定後まもなくこの指示を出し、沖縄県が強力に知念半島への住民避難を行っていれば、沖縄県民の死者はもっと少なかったものと思われる。
牛島は摩文仁到着後、知念半島に独立混成第44旅団が備蓄していた食糧・物資を避難民に開放するよう進言した八原の提案を裁可しており、第32軍は荒井退造沖縄県警察刑務部長らに実行の指令を出していたが、荒井らにこれを実現する術はなく十分に避難民に軍の物資が行き渡ることはなかった。その後島田と荒井は6月7日前後に牛島のもとに訪れている。島田らはお別れのつもりだったが、アメリカ軍上陸後は住民保護の件で対立することの多かった牛島ら第32軍司令部と島田・荒井らの沖縄の行政の責任者は、沖縄戦前は宴会で共に童謡を歌い踊るなど親しくしており、牛島は憔悴しきっていた島田らに「貴方らは文官だからここで死ぬことはない」という言葉をかけている。しかし、6月26日に殉職した島田と荒井を含む沖縄県民の犠牲者の60％が集中したのもこの南部撤退後となっており、牛島に南部撤退案を進言した中心人物となった八原は戦後に「多くの老幼婦女子をいたましい犠牲としたのは実に千秋の恨事である」と悔やんでいる。

### 最期

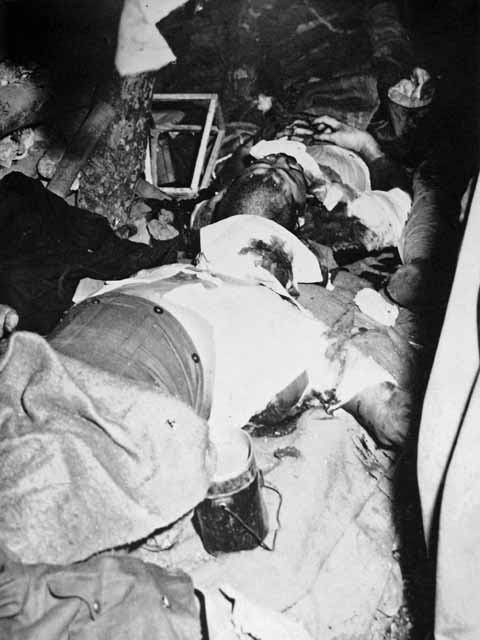
牛島（手前）と長（奥）の遺体と伝えられる写真、ただし関係者の証言と遺体の状況が異なる

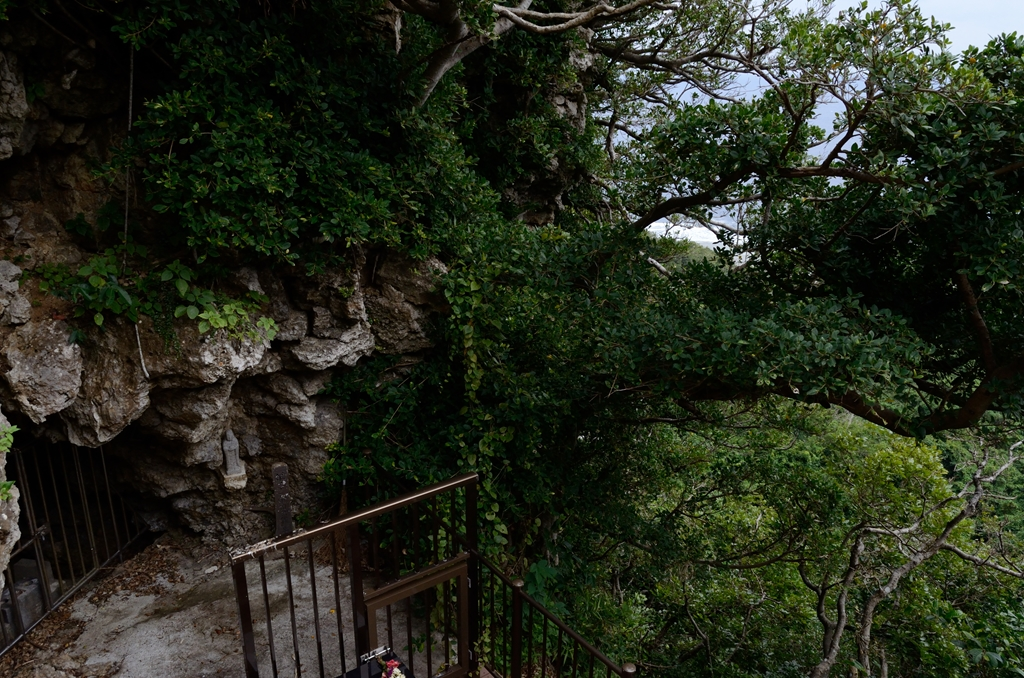
司令部壕の入口。 海を見下ろす崖の中腹に位置する
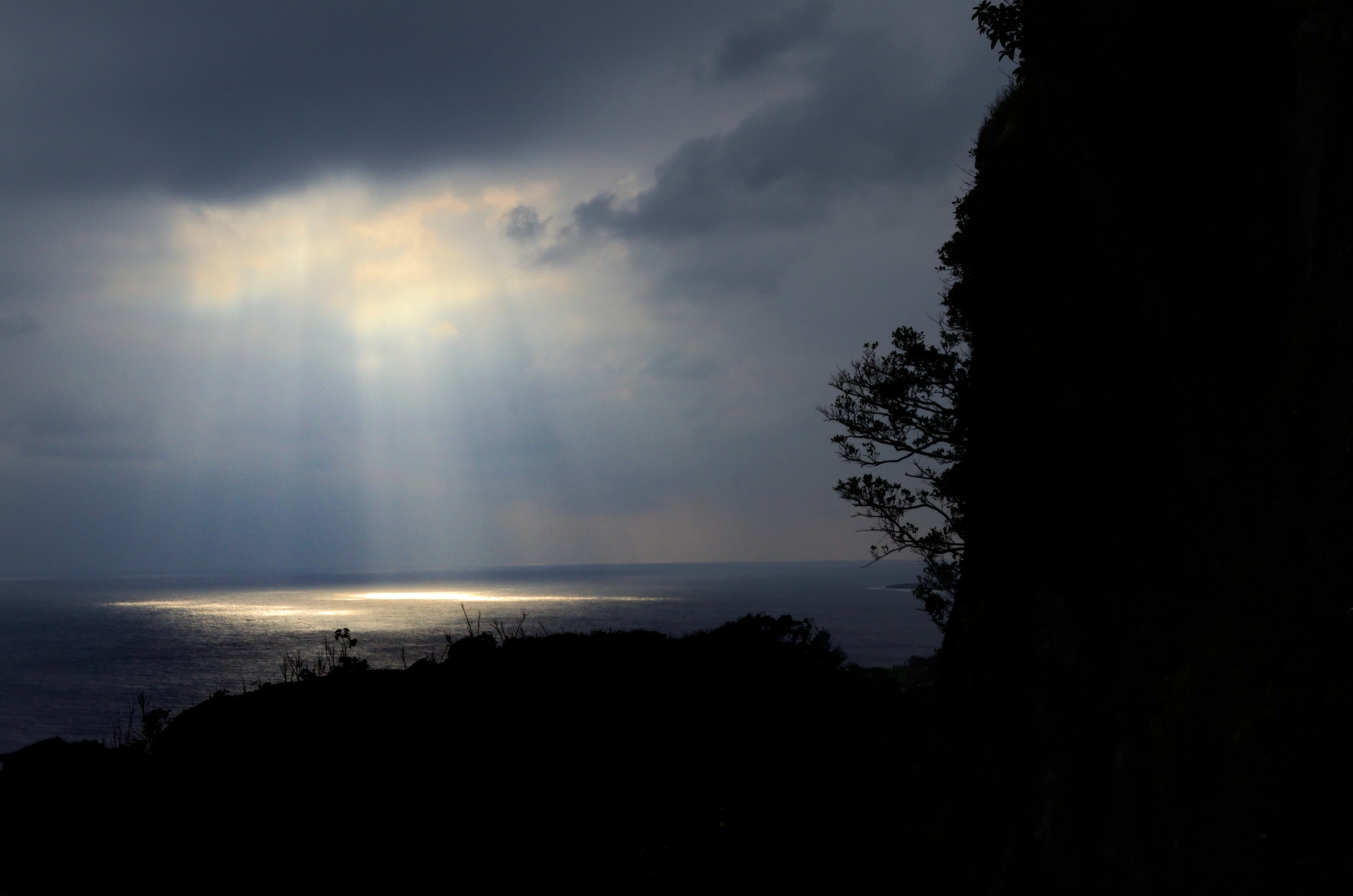
壕の外から見える光景
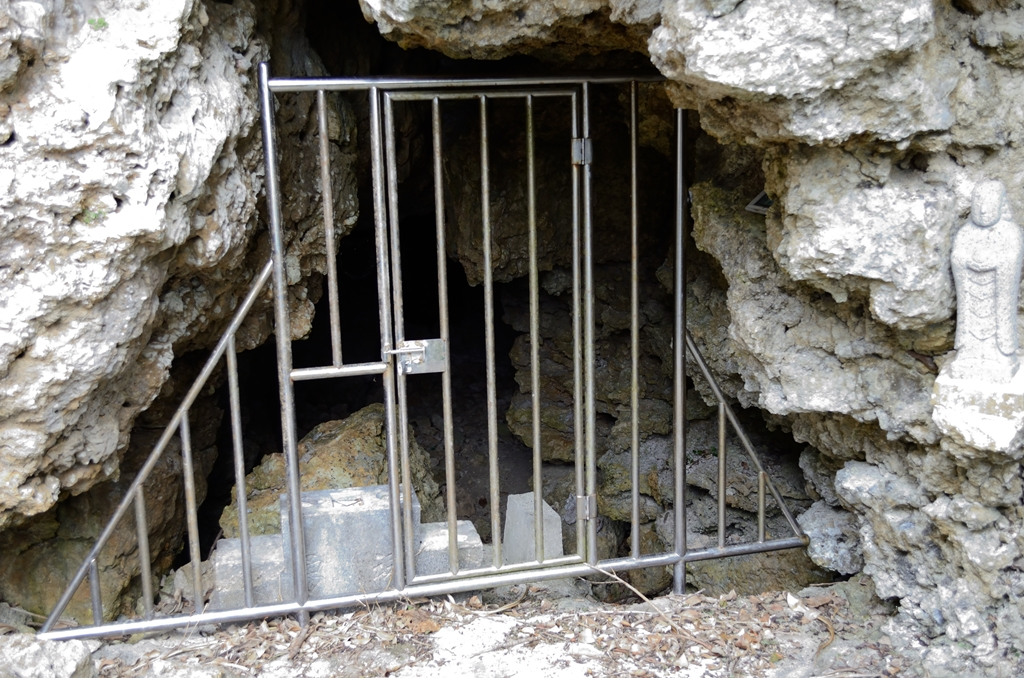
壕の内部

南部への撤退は、沖縄県民に多大な犠牲をもたらしたが、敵のアメリカ軍からは軍事的視点で「見事に首里を撤退し、時をうつさず南部に新たな戦線を確立した」と評価されたぐらいに、巧みに連合軍の追撃をかわし、喜屋武に防衛線を再構築した。
多数存在した自然の洞窟を利用しながら構築した日本軍の防衛線で、国吉の丘陵地帯における戦闘のように、連合軍の攻撃を何度も撃退し多大な損害を与えている。敵のアメリカ軍も「アメリカ軍が全力をあげて集中攻撃を加えても、戦闘を終わらすまでに三週間以上を要したのである。」と、第32軍の敢闘を評価している。しかし、今までの戦闘で兵力の大半を失っていた第32軍は次第に追い詰められており、これまで作戦を主導してきた八原も、ビルマで罹患していたアメーバ赤痢が再発し、高熱と下痢で衰弱していた。牛島はそんな八原を見て、少しでも回復してもらおうと、自ら小刀でせっせと鰹節を削り出し、八原に食べさせている。　牛島自身も摩文仁の軍司令部壕到着後、体調を崩し、激しい下痢に苦しんでいた。

6月17日には、各部隊との連絡も取れなくなり、組織的な戦闘が不可能な状態となっていた。その様な状況で、沖縄侵攻作戦の最高司令官 サイモン・B・バックナー中将が牛島に向けて送った降伏勧告文が牛島の手元に届いたが、牛島は一笑に付して、これを黙殺している。翌18日に牛島は長と共に自決を決意し、大本営と第10方面軍に訣別電報を打電した後、各部隊に
と最後の命令を出した。この命令文は参謀の長野が作成し、最後の「生きて虜囚の辱めを受くることなく、悠久の大義に生くべし」の一項を長が付け加え、牛島がいつもの通り黙って裁可したが、この最後の命令が、結果的に終戦まで多くの日本兵や沖縄県民を縛ることとなってしまった。
同じ18日に、最高司令官サイモン・B・バックナー中将が前線視察中に日本軍の砲撃により戦死しており、21日にこの知らせを大本営経由で知った第32軍司令部は、長や八原をはじめとして全員があたかも戦争に勝利したかのような喜びを覚えたが、牛島はその中でただ一人喜ぶこともなく、「惜しい人物をなくした」とつぶやき、哀悼の情を捧げるようにうなだれていたため、歓喜していた参謀らは牛島の高潔な人柄に感銘し、襟を正している。
6月20日、日本陸海軍通して最後の大将に昇進。
喜屋武撤退後の戦いで、連合軍はバックナーと第96師団副師団長クラウディウス・M・イーズリー准将の戦死を含む、8,157人の死傷者という大きな損害を被り、戦後に連合国軍最高司令官ダグラス・マッカーサーが戦死したバックナーを「（大損害を受けた）沖縄南部への侵攻は必要なかった。牛島を島の一部に封じ込めておくだけで十分だった」と非難するほどであった。
6月22日、牛島らが立て籠もっている摩文仁洞窟の司令部壕に対する連合軍の攻撃が激化し司令部衛兵隊も壊滅したため、牛島は自刃を決意した。まずは司令部壕から外に出て山頂で割腹をしようとしたが、すでに山頂はアメリカ軍の勢力圏下であり、司令部の残存部隊が山頂奪還するため事前に偵察したが、奪還は困難と判明したため、23日未明に山頂での自刃を断念し司令部壕内で切腹することとした。
午前3時、牛島は八原ら参謀にスコッチ・ウイスキーのキングオブキングスとパイナップルの缶詰をすすめた。牛島の他に参謀長の長と第32軍の経理部長佐藤三代治大佐も共に自決することになった。長が自決の寸前に「軍司令官閣下、あなたは死なれても極楽でしょう。わたしは、きょうまでの悪業でどうせ地獄落ちです。高橋お伝などがおりましょうから、彼女の番頭にでもなりましょう。三途の川でお別れしなければなりませんな。わっははは」と豪快に笑うと、牛島は「いやいや、わたしは日華事変以来、多数の兵士を失い、この度の沖縄戦でも多数の犠牲者を出しましたから、どうせあなたといっしょに地獄ゆきですよ」と答え、長が「それでは、三途の川では、わたしが閣下をせおっておわたししましょう」といって笑った。まず佐藤が「わたしは年輩だから、お先に楽にゆかせてもらいましょう」といって、司令部壕の入り口で海が見えるところに設けられた3つの自決用の座（地面に白いシーツを敷いているのみ）のうちの一つに座ると拳銃で自決した。
その後、午前4時頃、牛島と長は戦闘に汚れた服から陸軍中将の制服に着替えて姿を現し、自決用の座に正座した。長が上着をとると、白地の肌着の背中には“忠則尽命、尽忠報国、長勇”と墨で黒々と自書してあった。長は古式に則った作法で割腹し、牛島も同様に古式に則り銘刀「来国俊」を腹に突き立てた。そして、以前より介錯を頼んでいた次級副官で剣道5段の坂口勝大尉が軍刀で介錯した。時刻は午前4時15分であった。。
軍司令部で軍属として勤務していた大迫亘の回想によると、介錯した両名の首は、軍司令部専属副官吉野敏中尉と当番兵の高橋兵長が抱いたまま手榴弾で自爆した。遺体は鍾乳洞の自然の穴に埋めた。奇しくもこの6月23日は牛島の長女麗子が東京で結婚した日であった。
一方、32軍管理部付衛兵司令を務めていた濱川昌也軍曹は自身の手記の中で、牛島と長が自決した日付は6月22日午前4時30分ごろであるとし、6月23日自決説は間違いであると主張している。また、両名の首の行方についても、高橋兵長と魚住豊明軍属が洞窟外へと運び去ったが、二人とも米軍の捕虜となり、牛島と長の首の在処も判明。6月26日に米軍によって発見されたと記している。
これに対し、研究者として沖縄戦の歴史的研究に取り組み沖縄県知事も歴任した大田昌秀は、米国立公文書館から牛島と長勇の最期の様子を記録した文書と二人の遺骸の写真を発見したと主張し、二人の遺骸とされる写真を見る限り、切腹や介錯した後は確認できなかったとしている。この文書には、牛島と長は青酸カリを含んだ注射器によって服毒自殺したと記されているという。濱川軍曹も、牛島と長が自決前、事前に青酸カリを服用されていたようだと自著に記している。しかし、自決現場に立ち合っていた濱川は両者が古式に則った切腹で自害したと証言しており、アメリカ合衆国陸軍省の公式報告書『United States Army in World War II　The War in the Pacific　Okinawa: The Last Battle』でも牛島と長の死因は「Hara-kiri（切腹）」とされている。
沖縄憲兵隊の副官だった人物の証言によると、牛島の遺体を確認したいという米軍の要請により摩文仁の軍司令部壕跡に向かうと、司令部壕の下方30〜40メートルのところにあるくぼ地に、同じ場所に並べるように石を積んで埋葬されていた牛島と長参謀長の遺体を確認したという。遺体には首が無く、略章をつけた軍服に白い手袋をしていたとされる。
また、第32軍司令部の専属理髪師として最後まで牛島らに同行した軍属の比嘉仁才によれば、比嘉は牛島らの自決には立ち会っていなかったものの、第32軍高級副官葛野隆一中佐の当番兵から、牛島が腹に短刀を突き立てたときに坂口が介錯したが、坂口は流れ弾で腕を負傷していたため仕損じり、その後に藤田曹長が刀をとって介錯したという話を聞いている。自決に立ち合っていた濱川軍曹も、坂口大尉が右手を負傷しており、介錯する際に手許が狂ったようだと回想している。享年58歳（満57歳）。
牛島は自決の直前に軍司令部の事務員の女性に「この革財布を、遺品として、できたらわたしの家族に渡してください」と二つ折りの革財布を託した。女性事務員は1952年に、郡山市に転居していた牛島の家族を探し出すと、遺品の革財布を君子夫人に届けて夫人を感激させている。
- 司令部壕の入口。
海を見下ろす崖の中腹に位置する
北緯26度05分31秒 東経127度43分11秒 / 北緯26.091861度 東経127.719752度
- 壕の外から見える光景
- 壕の内部

## 評価

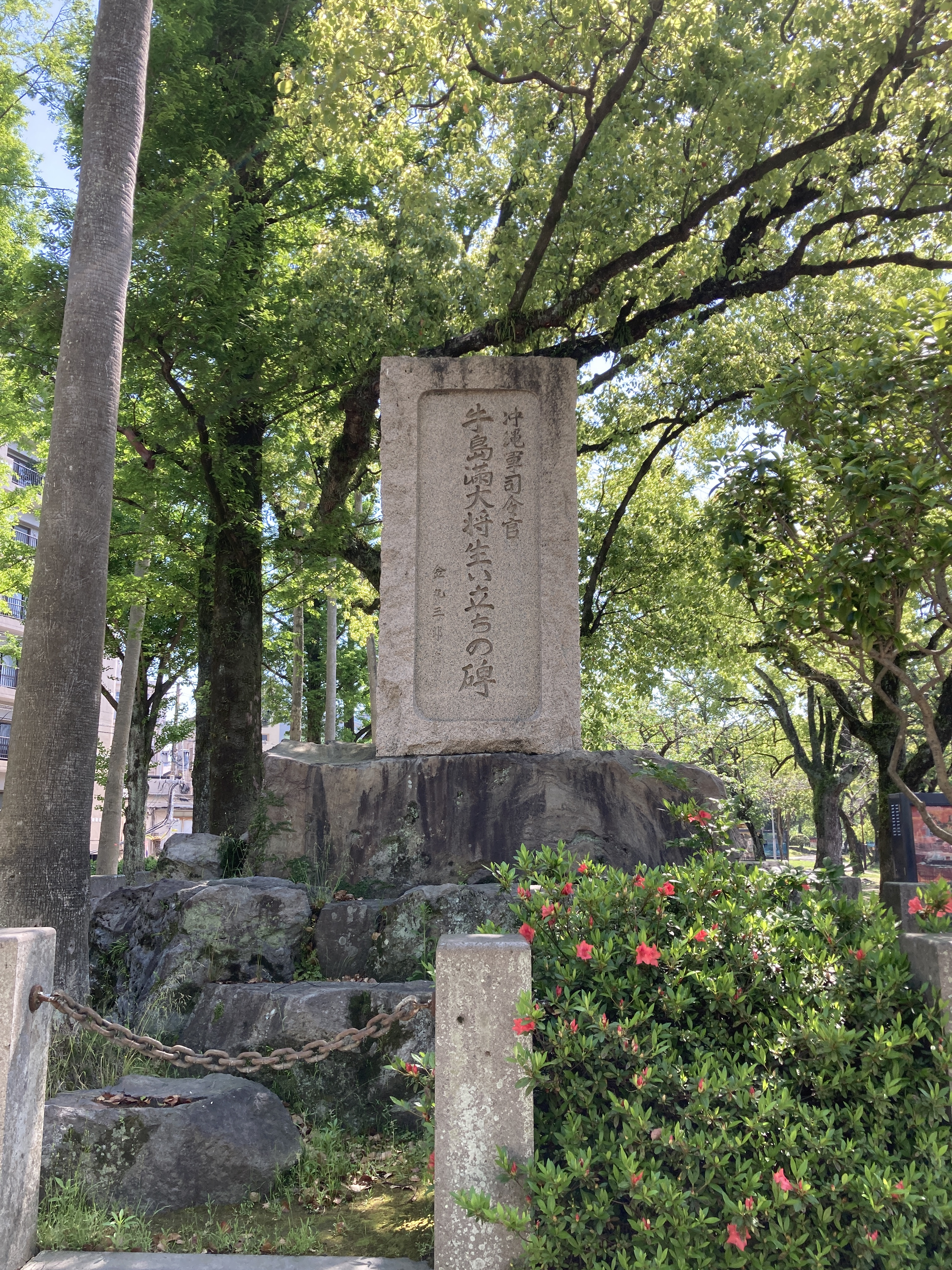
鹿児島市加治屋町の甲突川左岸緑地に建つ牛島満大将生い立ちの碑

沖縄戦で多大な犠牲を払ったアメリカ軍は牛島を、「牛島将軍は、物静かな、極めて有能な人で、全将兵が心服していた。」と高く評価していた。また、沖縄戦で第32軍の指揮を執った牛島と長勇参謀長と八原博通高級参謀の3名を「牛島の円熟した判断力、長の軽快にして突進型の勢力、八原の機敏な識別力が三位一体となって、第32軍を非常に強力な軍隊にしていた。」とも評価している。また、沖縄戦末期にアメリカ軍司令サイモン・B・バックナー中将から牛島宛に送られた降伏勧告文には「歩兵戦闘の大家である牛島将軍」と書いてあり、それを八原から見せられた牛島は「いつの間にか、俺も歩兵戦術の大家にされてしまったな」と笑っていたという。
アメリカ軍事評論家のハンソン・ボールドウィンは、「太平洋戦争において日本の名将を二人あげるとするならば、陸の牛島・海の田中」と評し（田中とは、第二水雷戦隊司令官であった田中頼三海軍中将のこと）、沖縄戦における牛島の采配を高く評価している。
一方で、沖縄戦で多くの住民犠牲を出したことにより、日本における牛島の評価は分かれている。牛島は万事を長勇参謀長ら参謀に一任し、自らは責任のみ負うとしていたが、沖縄戦後半に作戦立案を一任した八原博通高級参謀は、作戦を巡ってしばしば牛島らと対立し、司令部に不協和音を生じる一因となり、作戦の一貫性を欠くこととなった。また、大打撃を受けた1945年5月4日の大攻勢や、将兵や県民に多数の犠牲を出す要因となった県南部への撤退は、提案したのは長参謀長や八原高級参謀とはいえ、その判断は誤っていたとする指摘もある。
特に自決前後の牛島の行動が批判されることが多い。まずは、戦闘の勝敗が明らかであった6月10日に、敵将バックナーから牛島に送られた降伏勧告（牛島が手にしたのは6月17日）を一笑に付して黙殺したことが挙げられる。これは日本軍の『戦陣訓』に象徴される伝統や、牛島の軍人としての自尊心、また、戦略持久という第32軍の作戦目的から鑑みると、到底受け入れられるものではなかったが、この降伏勧告の時点で既に第32軍の組織は崩壊していたため、6月19日以降、毎日の死者が4,000名を超えるようになるなど、結果的に犠牲が激増することとなった。また、自決前の牛島の命令の最後の一文が「生きて虜囚の辱めを受くることなく、悠久の大義に生くべし」と降伏を否定するものだったことから、残存兵力の徹底抗戦に多くの沖縄住民が巻き込まれることとなり、戦後の沖縄県民の間には牛島に対し、今も厳しい見方がある。
芸術家岡本太郎は、「とことんまで叩きつぶされていながら大日本帝国の軍人精神の虚勢に自らを縛り、自らのおかしたる惨憺たる無意味な破局を眺めながらついにさいごまでで虚栄のなかに反省もなく“帝国軍人らしく”自刃した。私は嫌悪に戦慄する。旧日本軍の救い難い愚劣さ、非人間性、その恥と屈辱がここにコンデンス（凝縮）されている。」と、牛島を厳しく糾弾した。また、自らも鉄血勤皇隊として沖縄戦を経験した大田昌秀も、これを引用して牛島を非難している。
一方で、元陸軍少佐の奥田鑛一郎は、首里撤退の誤りを指摘しつつも、「生き残った第32軍の将兵はもちろん、沖縄県民の牛島司令官個人への感情は、敬愛の気持ちこそあれ、反感や怨嗟の声は聞かれなかった」と述べている。軍事評論家である伊藤正徳は「小学校の校長によし、大学の総長にしてもよし。およそ校長として牛島ほど似合いの人は無い」と天性の教育者であったと評しているが、牛島自身も故郷鹿児島の学校の先輩に「陸軍の教育者として、戸山学校、予科士官学校、士官学校の3つの校長をつとめたのは、わたしくらいのものでしょう。まことにしあわせ者でした。」と、自分は教育者であるとの自覚を語っている。
牛島の沖縄県民に対する想いとして、沖縄戦も末期の6月下旬に「沖縄県民はよく尽くしてくれた。たとえ、日本本土のどこかが戦場になったとしても、これ以上の協力はないであろう。沖縄の住民を戦の道連れにすることは、まことに忍び難い」と長ら参謀に述べているのを、沖縄出身であった衛兵の濱川昌也が耳にしており、濱川は牛島の真情を聞いて、沖縄県民としての面目をほどこし、その言葉を心に銘記している。濱川は自身の著書の中でも、摩文仁の壕にて牛島に「どこの出身だ」と聞かれ、「沖縄であります」と答えると、「沖縄の人は皆立派だ」との牛島の言葉を聞き感激したと、回想記の中で記している。
牛島に接したことのある沖縄県民の間では、彼の温厚な人柄を懐かしむ声は多い。司令部壕掘りを手伝っていた人物の回想では、「穏やかな人で、敬礼すると『学生さん、ご苦労』と言っていた。靴がすり切れたので、はだしで作業をしていたら、『靴はどうした』と聞いて、早速新しい靴を持ってきた」という。また、32軍幹部の馬の世話をしていた獣医部の回想では、ある日指定時間に遅れて牛島の馬を連れてきた際、怒鳴られるのを覚悟したが、牛島は「私の方が早く来すぎたから」と語り、怒るどころかにこやかに答えたという。ひめゆり部隊の宮城喜久子たちは、津嘉山の壕で牛島たち第32軍司令部と一緒になったが、牛島は彼女たちと会うたびに「学生さん、ご苦労さん」と優しい表情で語りかけてきた。宮城らは温和な牛島を見て軍司令官には見えず「普通のおじいちゃん」に見えたという。
第32軍司令部には沖縄県民の女性約30名が軍属として勤務していた。米軍が上陸すると、牛島らは彼女らに安全地帯への避難を命じたが「司令部の将兵と一緒に死なせて下さい」と一緒にいると懇願したため、やむなく司令部壕に留まらせている。その後も女子軍属らは司令部と行動を共にしていたが、総攻撃失敗後に後方に避難させることとした。その際に彼女らは「私たちは皆さまと一緒に死ぬ覚悟だったのに、この期におよんで、後方に退けとはあまりにむごい」とか「私たちは自分のことを女とは思っていないのに、皆さまが女と思われるから撤退せよと申される。」と泣きながら抗議したが、牛島は彼女らに手持ちの貴重品を分け与えて、彼女らの抗議を押し切り避難させている。その後、戦場が南部にうつったため、女子軍属も多数の犠牲者を出したが、生存者の1人仲順よし子は、牛島からかけられた優しい言葉が忘れられずに、牛島が祀られている靖国神社を頼って上京し、そのまま東京に永住している。自分の人生を振り返って「靖国神社の牛島さんに励まされて、これまでやってきた。」と語っている。

## 辞世
「矢弾尽き 天地染めて 散るとても 魂還り 魂還りつつ 皇国護らん」
「秋待たで 枯れ行く島の 青草は 皇国の春に 甦らなむ」
なお「秋待たで」の句は、正式に大本営に送った作は「秋ヲモ待タデ枯レ行ク島ノ田草ハ帰ル御国ノ春ヲ念ジツツ」であるが、発表の際に改変されたことが2025年、沖縄国際大非常勤講師の吉川由紀によって確認された。

## 逸話
- 牛島は身体能力が優れており、50歳を過ぎても、体操の 前方倒立回転（ハンドスプリング）、鉄棒の大車輪や逆車輪を楽々とできるほどであった[117]。
- 二・二六事件の時は牛島は中国大陸に出張中で事件とは直接関わりはなかったが、陸軍省近隣（三宅坂）の陸軍官舎の牛島留守宅に反乱軍の兵士が訪れ、牛島の妻に味噌汁を支給するために使うということで、バケツと杓を借用を申し出ている。その兵士が反乱軍と知らなかった妻は、その兵士にバケツなどを貸し出している。後から妻は知人らの電話で反乱の事実を知り、翌日、井上達三中将宅に子供を連れて避難している。その後、牛島は反乱の中枢部隊であった第1連隊の連隊長となったが、当時の第1連隊には、戦後にゴジラなどの特撮映画の映画監督として有名になった本多猪四郎が所属していた[118]。
- 牛島が第36旅団長のとき、部隊で下痢が蔓延し、畑などで隠れて用をたそうとした兵士が敵兵に殺傷されることが多くなっていた。指揮官らは見える所で用をたすよう命令したが、なかなか徹底されない中で、将軍である牛島が部下の目の前の道端で用をたすようにしたため、将兵らも牛島の体裁より命が大事という身を張った指導を十分に理解し、目の届くところで用をたすようにしたため、用便中に敵兵に殺傷される事件は全くなくなった[33]。牛島は用便中に軍刀と拳銃をいつも足元においていたが、ある日用便中に中国軍の1個分隊が目の前に現れたことがあり、牛島は素早く軍刀を抜くと中国語で「ニーライライ」(ここに来い)とドスの聞いた声で降伏を促したところ、その1個分隊は武器を捨て、手を頭に回して降伏し捕虜となった。その捕虜らは後に旅団司令部の雑用となって牛島に従った。牛島はこの時の経験から部下には「いくら野糞でも、敵陣近くでは軍刀や拳銃を身体から離したらいかんよ。あのとき、ズドンとやられたら一巻の終わりだった」と笑って話している[117]。
- 牛島は鹿児島出身であるが、酒には弱く盃を数杯飲むだけで顔が真っ赤になった。ただ酒宴は好きで端唄を歌い、盛り上がると裸踊りまで披露していたという[119]。酒が苦手な分、食にはこだわっており、美味しい店をよく把握していて、妻と5人の子供を連れて美味しい店でよく外食をしていた[120]。もっともよく行った店が、文豪夏目漱石らも通っていた麹町の西洋料理店『宝亭』であった[121]。また料理も得意で、この時代の男性には珍しく、家族によく手料理を振る舞っていた。得意料理は鯛の潮煮と豚骨料理で、正月には田作を炒るなどして御節料理もつくっていた[122]。第11師団長の時に配置されていたウスリー川沿岸の原野では、師団長自ら狩猟で鴨、雁、兎などを仕留めたり、釣りで鯉、鮒太字文などの大物を釣り上げると自ら包丁をふるって調理し、師団長宿舎に階級を問わず部下を呼んで振る舞っていた[123]。
- ある日、自宅に酔っ払いが表札の「牛島」を「牛鳥」と読み間違え、料亭と間違えて上がって来た事があったが、牛島は嫌な顔をせずに酔っ払いと深夜まで飲み明かしたという[124]。
- 陸士校長の在任中に校内で火災が発生するという事件が起こり、幸い火は懸命の消火活動で幹部室だけで食い止め、生徒宿舎に被害は無かった。火事の報を聞いた牛島は「私が出向いたからといって、火が消えるわけでは無いだろう」と特に慌てる風でもなく、翌朝普段通りに出勤し、現場を見回った際には怒るわけでもなく「1人も怪我をしなくてよかった。しかし、一角だけ綺麗に焼けたもんだ」と笑い、何事も無かったかのように校長室に入っていき、生徒隊長や幹部らを驚かした[125]。失火の責任者として中隊長と当番士官は左遷されたが、この件を聞いた東條英機首相（陸相兼務）は、牛島に対して責任者を処罰するよう要求し、最前線部隊に転出という懲罰人事にまで言及した。これに対して牛島は「校長の私が責任をとる。ましてや中隊長を刑罰的に最前線に送るなど絶対反対」と拒否回答を東條に送りつけている。
- 旧知の間柄である、井上成美が海軍兵学校長に着任して約半年後、陸軍士官学校長の牛島が兵学校を視察した際、「井上さん、君の所の生徒は皆可愛い顔をしている。私の所の生徒はもっと憎たらしい顔をしているがね」と言った。これに対して、井上は「制服の色や形のせいでしょう」と答えているが、井上には「校長横暴と言われながらもやってきたことの成果が出ている。他所の人も同じ感じを持つんだ」と、内心自ら慰めるところがあった[126]。
- 参謀らから上がってくる決裁書類には一語一句修正せずに「ごくろうさま」と言いながら押印するのが常であった。ある日沖縄女子師範学校の西岡校長がその理由を尋ねたところ「軍司令部には有能な参謀が揃っています。私の考えを彼等が代弁しているのです。したがって、私が口を出せばややこしくなるだけ。私は部下を信頼し、責任だけとればいいのです」と答えている[127]。
- 牛島は将軍となっても、第一線から連絡や報告にきた兵士と直接面接し、詳しく戦況を聞いていた。兵士らのかなり誇張された自慢話であっても熱心に聞き、最後には相手の階級を問わず「今後もどうぞよろしくお願いします。」と挨拶するのが常であった[128]。
- 牛島満の慰霊碑『牛島満生い立ちの碑』が、鹿児島市加治屋町の甲突川河川敷に建立されている。周囲には桜が植樹されており、鹿児島市民には花見の名所として人気がある[129]。
- 孫に当たる牛島貞満は永年小学校の教員を勤めたのちに定年退職したが、現役の教師時から沖縄をはじめとして各地の小学校で平和授業をしている。穏やかで優しい人だったという祖父が「最後まで敢闘」するように伝え、沖縄住民の被害を増やしたことを批判し、「人が人でなくなるのが戦争です。」「軍隊は住民を守らない。沖縄戦から学んだことです。」と子供たちに伝えている[130][131]。慰霊の日には毎年摩文仁にある「平和の礎」を訪れて戦没者を慰霊しているが、祖父・満の命令が県民を死に追いやった負い目から、祖父の名が刻まれている場所を訪れたことはない。

## 栄典
- 1909年（明治42年）3月1日 - 正八位[132]
- 1912年（明治45年）3月1日 - 従七位[133]
- 1917年（大正6年）3月20日 - 正七位[134]
- 1922年（大正11年）4月20日 - 従六位[135]
- 1927年（昭和2年）5月16日 - 正六位[136]
- 1937年（昭和12年）5月1日 - 正五位[137]
- 1939年（昭和14年）12月28日 - 従四位
- 1944年（昭和19年）9月1日 - 正四位
- 1945年（昭和20年）7月25日 - 従三位

勲章等
- 1908年（明治41年）5月27日 - 恩賜の銀時計[138]
- 1938年（昭和13年）10月13日 - 勲二等瑞宝章[139]
- 1940年（昭和15年）
  - 4月29日 - 勲一等瑞宝章・功二級金鵄勲章
  - 8月15日 - 紀元二千六百年祝典記念章[140]
- 1944年（昭和19年）9月12日 - 旭日大綬章[141]

外国勲章佩用允許
- 1934年（昭和9年）3月1日 - 満洲国：建国功労章[142]
- 1942年（昭和17年）9月14日 - 満洲国：勲一位景雲章[143]

## 牛島満を演じた人物
- 嵐寛寿郎 『太平洋戦争と姫ゆり部隊』（1962年公開の映画）
- 小林桂樹 『激動の昭和史 沖縄決戦』（1971年公開の映画）
- 西郷輝彦 『テレビ未来遺産終戦 特別企画 報道ドラマ「生きろ」 戦場に残された伝言』（2013年放映のドラマ）
- 榎木孝明 『島守の塔』（2022年公開の映画）